# Thillois
Thillois település Franciaországban, Marne megyében. Lakosainak száma 519 fő (2022. január 1.). Thillois Champigny, Châlons-sur-Vesle, Gueux, Muizon, Ormes, Tinqueux és Vrigny községekkel határos.

## Népesség
A település népessége az elmúlt években az alábbi módon változott:
| Lakosok száma | 171  | 148  | 167  | 261  | 377  | 405  | 449  | 508  | 506  | 519  |
|               | 1968 | 1982 | 1990 | 2006 | 2013 | 2015 | 2017 | 2019 | 2020 | 2022 |